# 承德八宝
承德八宝（学名：Hylotelephium mongolicum）是景天科八宝属的植物，是中国的特有植物。分布于中国大陆的河北等地，多生长于沙地，目前尚未由人工引种栽培。
种加名 mongolicum 意为“蒙古的”。